# Сексуальне розмаїття
Стате́ве та сексуа́льне розмаї́ття, ґендерне та сексуальне розмаїття чи просто сексуальне розмаїття  — термін, що застосовується для визначення всіх різновидів сексуальних характеристик, сексуальної орієнтації та гендерної ідентифікації, без необхідності чіткого визначення кожної з ідентичностей, типу поведінки чи характеристик, що формують таку множинність.
В Західному світі, загальні та схематичні класифікації використовували сексуальну орієнтацію (гетеросексуали, гомосексуали та бісексуали), статеву ідентифікацію (трансгендер та цисгендер), а також відповідні меншини (інтерсексуал), що поєднується в абревіатуру ЛГБТ чи ЛГБТІ (лесбійка, гей, бісексуал, трансгендер/транссексуал, і інколи інтерсексуал). Однак, в інших культурах прийняті інші способи розуміння статі та гендерних систем. Останніми роками також виникли деякі сексологічні теорії, як, наприклад, теорія Кінсі, що визнають класифікацію недостатньою задля опису статевого розмаїття серед людей і, навіть, серед інших видів гомосексуальної поведінки у тварин.
Наприклад, деякі люди можуть відчувати проміжну сексуальну орієнтацію між гетеросексуальністю та бісексуальністю (гетеролабільність) чи між гомосексуальністю та бісексуальністю (гомолабільність). Це може також змінюватись із часом, чи включати привабливість не тільки жінок чи чоловіків, але й увесь спектр статей (пансексуальність). Іншими словами, в рамках бісексуальності існує велике розмаїття типологій та вподобань, що можуть коливатись від абсолютної гетеросексуальності до цілковитої гомосексуальності (шкала Кінсі).
Сексуальне розмаїття включає інтерсексуальних людей, які були народжені з великою кількістю проміжних рис між жінками та чоловіками. Воно також включає всіх трансгендерних та транссексуальних особистостей, які не підпадають під статеву бінарну систему а, подібно до сексуальної орієнтації, можуть проявлятися в різному ступені між цисгендерністю і транссексуальністю, такі як статеволабільні люди.
Сексуальне розмаїття включає людей, які як важливий нюанс своєї особистості бачать сапіосексуальність. Сапіосексуал це людина, для якої дуже важливою складової сексуальної привабливості партнера є інтелект у будь-якому його прояві.,,
Наостанок, статеве розмаїття також включає асексуальних людей, які не відчувають привабливість сексуальної поведінки; і тих, хто вважає, що їх ідентичність не може бути розглянута з позицій квір-людей.
Із соціальної точки зору, статеве розмаїття розглядається як визнання факту того, що людина відрізняється, але наділена рівними правами, свободами та можливостями відповідно до концепції Прав людини. У багатьох країнах, видимість статевого розмаїття підтверджується під час парадів Гордості.